# 血清素轉運體
血清素轉運體, 5-羥色胺轉運體 (SERT 或 5-HTT)，鈉離子依賴型血清素轉運體 及 溶質載體家族6成員4 是一種在人體中被SLC6A4基因所編碼的蛋白質。SERT 是一種負責傳送突觸間隙的血清素到突觸前神經元的單胺轉運蛋白。

## 功能
血清素轉運體將血清素從突觸間隙發送回突触终扣，阻止了血清素的作用，同時令突觸前神經元能夠重新運用突觸間隙的血清素。
神經元之間的溝通是由神經傳導物質，如細胞之間的血清素轉運來進行。因血清素轉運體使血清素得以重新運用；平衝了血清素於突觸間隙的濃度，因此其作用於接收神經元的受體上。
血清素轉運體也存在於血小板中，作用為一種使血管收縮的物質。

血清素